# Бакурадзе, Бакур Лериевич
Баку́р Лери́евич Бакура́дзе (груз. ბაკურ ლერის ძე ბაკურაძე; род. 16 марта 1969, Тбилиси) — российский кинорежиссёр, сценарист и продюсер грузинского происхождения.

## Биография
Бакур Бакурадзе родился 16 марта 1969 года в Тбилиси.
В 1986 году окончил среднюю школу и поступил в Московский автомобильно-дорожный государственный технический университет (МАДИ). С 1987 по 1989 год проходил службу в рядах Советской Армии. В 1993 году окончил МАДИ по специальности «строительство мостов и тоннелей».
В 1998 году стал выпускником режиссёрского факультета ВГИКа (мастерская Марлена Хуциева). С 2005 года руководит студией по производству документальных и телевизионных фильмов Lemon Films Studio.
В 2007 году поставил короткометражный фильм «Москва», завоевавший награды кинофестивалей в России. Полнометражный дебют режиссёра «Шультес» был отобран в программу «Двухнедельник режиссёров» Каннского кинофестиваля, а также получил главные призы на фестивалях «Кинотавр» и «Молодость» в 2008 году. Премьера второго полнометражного фильма, «Охотник», также состоялась в рамках Каннского фестиваля, на этот раз в программе «Особый взгляд». Фильм получил три приза на «Кинотавре», гран-при на фестивалях в Сплите и в Минске. В 2015 году фильм Бакура Бакурадзе «Брат Дэян» участвовал в конкурсной программе кинофестиваля в Локарно. Фильм, снятый на сербском языке, повествует о последнем годе жизни сербского генерала Дэяна Станича, десять лет скрывающегося от приведения в исполнение приговора Гаагского трибунала. Фильм «Брат Дэян» победил в конкурсной программе «Копродукция» на XXIII кинофестивале «Окно в Европу» в Выборге и получил Гран-при на фестивале «Меридианы Тихого» во Владивостоке.
В 2012 году входил в состав жюри основного конкурса кинофестиваля «Кинотавр».
С 2013 года является педагогом Московской школы нового кино: режиссёрская лаборатория (совместно с Николаем Хомерики) в 2013—2015 годах, лаборатория полного метра в 2015—2016 годах.
Вышедший в 2024 году фильм Бакурадзе «Снег в моём дворе» получил приз за лучшую режиссуру на 26-м Международном кинофестивале в Шанхае, а в 2025 году стал лауреатом премии «Белый слон» в номинациях за лучшую режиссёрскую работу, лучшую операторскую работу и лучший звук.

## Фильмография

### Второй режиссёр
- 2006 — «Бумер. Фильм второй»

### Режиссёр
- 1998 — «Без денег»
- 2001 — «Сдвинутый» (телесериал, совместно с А. Басовым)
- 2002 — «Круговые движения В. О. и ожидания О. Е.»
- 2007 — «Москва» (к/м, совместно с Д. Мамулией)
- 2008 — «Шультес»
- 2010 — «Охотник»
- 2015 — «Брат Дэян»
- 2024 — «Снег в моём дворе»
- 2025 — «Лермонтов»

### Сценарист
- 2002 — «Круговые движения В. О. и ожидания О. Е.»
- 2007 — «Москва» (к/м, совместно с Д. Мамулией)
- 2008 — «Шультес»
- 2010 — «Охотник»
- 2015 — «Брат Дэян»
- 2017 — «Салют-7»
- 2022 — «Вызов»
- 2024 — «Снег в моём дворе»

### Продюсер
- 2013 — «Интимные места» (совместно с Юлией Мишкинене)[13]
- 2017 — «Салют-7»
- 2024 — «Снег в моём дворе»